# Bliny
Bliny (polsky: bliny; hornolužicky: blinc; rusky: блины; bělorusky: бліны; ukrajinsky: млинці; litevsky: blynai; jidiš: בלינצע) jsou placky velmi podobné palačinkám, oblíbené zejména v kuchyních slovanských zemí a také židovské kuchyni.

## Způsob přípravy
Původně se připravovaly převážně z pohankové mouky (případně ze směsí pohanko-pšeničné nebo pohanko-žitné mouky), mléka a vody. Podávají se sladké i slané varianty. Nejčastějšími přísadami jsou zakysaná smetana, kaviár, ryby, zejména losos nebo sleď.

## Původ

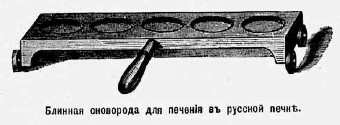
Forma na pečení blin v ruské peci, kresba z kuchařky „Praktické základy kulinářského umění“ (Практические основы кулинарного искусства) r. 1916

Slovo „blin“ pochází z praslovanského výrazu „mlin“, což znamená „mletí“.
Bliny měly pro Slovany už v předkřesťanských dobách rituální význam, protože byly díky svému kulatému tvaru symbolem Slunce. V Rusku se dosud slaví svátek spojený s tímto pokrmem, zvaný Maslenica (Масленица), což znamená „týden másla“. Tuto tradici také převzala pravoslavná církev a je dodržována až do dnešních dnů.
Bliny byly podávány také na pohřbech, aby tak byl uctěn zesnulý. Tento význam je velmi podobný čínskému jarnímu svátku palačinek[zdroj?] a také protestantskému pojídání palačinek na popeleční středu, coby tradičního postního jídla.

## Etymologie
| „                                                                                                  | Bliny patří k nejstarším pokrmům, v ruské kuchyni známým již v pohanských dobách od 9. století. Výraz „blin“ původně „mlin“, je odvozen od slovesa „molěť“ - mlít. Jedná se o skromný pokrm, k jehož přípravě je potřeba jen trocha mouky a tekutin (voda, mléka), neboť bliny se dělají z velmi řídkého těsta. | “ |
| — V. V. Pochljobkin - Национальные кухни наших народов. Nakladatelství Мир, Москва, 1978, str. 303 | |   |

Ruský výraz блины (bliny) je množné číslo od slova блин (blin) a pochází ze staroruského млинъ/блинъ (mlin/blin) „svítek/omeleta“. Výraz je zřejmě etymologicky spjat se slovesem молоть (moloť) „mlít“.  Jiný názor odkazuje na rekonstruovaný základ *бълинъ „nabobtnalý“, který by tak mohl mít spojitost s výrazy boule, vypuklina, apod. či germánským synonymem Beule.
V ukrajinštině se tyto placky nazývají млинці (mlynci, s koncovkou -ec v jednotném čísle).
V ruštině se výrazu blin používá také jako zaklení. Jedná se o eufemismus k vulgárnímu výrazu блядь (bljaď, „kurva“), podobně jako např. české kurník.